# ژان فرانسوا پاپیون
ژان فرانسوا پاپیون (انگلیسی: Jean-François Papillon; – درگذشته اوایل دهه ۱۸۰۰) یکی از رهبران اصلی انقلاب هائیتی علیه برده‌داری و حکومت فرانسه بود. او قیام اولیه کارگران برده را رهبری کرد و بعداً با اسپانیا علیه فرانسوی‌ها متحد شد.

## زندگی
او در آفریقا به دنیا آمد اما به بردگی گرفته شد و به اسارت در استان شمالی سنت-دومینگ (کشور فعلی هائیتی) آورده شده و برده شد. در آنجا در دهه‌های آخر قرن هجدهم در مزرعه پاپیون کار می‌کرد. او از آن مزرعه فرار کرد و به مارون‌ها (بردگان فراری که حالا زمین خود را داشتند) تبدیل شد؛ بنابراین هنگامی که انقلاب در اوت ۱۷۹۱ آغاز شد، او قبل از ان از تجربه مستقیم آزادی برخوردار شده بود.

## صعود به قدرت
پس از مرگ غم‌انگیز بوکمن دوتی، اولین رهبر برده‌های شورشی، ژان فرانسوا پاپیون اقتدار خود را بر سایر ژنرال‌های سیاه‌پوست، به ویژه جرج بیاسو، ژانوت بولت، و توسن بردا (بعدها با نام توسان لوورتیور تحمیل کرد و فرمانده کل بردگان سابق هائیتی شد. در اواخر سال ۱۷۹۱، چند هفته پس از وقوع انقلاب، ژان فرانسوا و بیاسو رقابت خود را کنار گذاشتند تا با ژانو که نه تنها فرانسوی‌ها، بلکه تمامی سربازان سیاه‌پوست را که با قدرت او مخالفت می‌کردند، قتل‌عام کرد، روبرو شوند. به همین دلیل، بیاسو و ژان فرانسوا او را تا نوامبر ۱۷۹۱ دستگیر و اعدام کردند

## روابط با اسپانیا
اسپانیایی‌ها از ابتدا از انقلاب هائیتی حمایت کردند و به شورشیان غذا و اسلحه دادند. آنها می‌دانستند که این شورش باعث هرج و مرج در سنت‌دومینگ می‌شود و به اسپانیا این فرصت را می‌دهد که نیروها را به آن منطقه فرستاده و سنت‌دومینگ را، که در سال ۱۶۹۷ طبق قرارداد صلح ریسویک به فرانسه واگذار شده بود، دوباره به تصرف خود درآورد. در این هنگام انقلاب فرانسه درجریان بود و بر روی سنت دومینگ هم تأثیر داشتِ، لذا اسپانیا روابط خود با ژنرال‌های سیاه‌پوست، از جمله ژنرال توسن بردا، را مخفی نگه می‌داشت.
نگرش اسپانیا از اواخر ژانویه ۱۷۹۳، زمانی که کنوانسیون ملی فرانسه لویی شانزدهم را اعدام کرد، تغییر کرد. از آن زمان به بعد دولت اسپانیا در نظر گرفت که بی‌طرف ماندن رسمی نسبت به فرانسه غیرضروری است و هر دو کشور در مارس ۱۷۹۳ علیه یکدیگر اعلام جنگ کردند. در نتیجه، کارلوس چهارم اسپانیا مقامات دومینیکن را ترغیب به معاملات رسمی با ژنرال‌های سیاه‌پوست سنت‌دومینگ و متقاعد کردن آنها برای پیوستن به ارتش دومینیکن نمود.
ژان فرانسوا و همکارانش به سربازان سیاه‌پوست کمکی کارلوس چهارم تبدیل شدند، زیرا رنگ پوست آنها مانع از آن می‌شد که اسپانیایی‌ها آنها را بخشی از ارتش منظم استعماری بدانند. اتحاد با آنها برای ارتش اسپانیا بسیار مهم بود زیرا از طریق آنها می‌توانستند در هیسپانیولا به پیشرفت‌های بزرگی در مقابل فرانسویان دست یابند و به فتح مواضع مهمی مانند گونیو، گروس-مورن، پلیزانس، آکول، لیمبه، پورت-مارگو، بورگن، پتی-سن-لوئیس و ترنوو نائل شوند.

## افول سیاه‌پوستان
اعتبار نیروهای کمکی سیاه‌پوست در ژوئیه ۱۷۹۴ پس از قتل‌عام دهکده بایاجا شروع به زوال کرد. این مکان تا زمانی که اسپانیایی‌ها آن را در ژانویه ۱۷۹۴ فتح کردند، در تملک فرانسوی‌ها (فور دوفن) بود. در آن زمان، مقامات دهکده از اسپانیایی‌ها خواستند که در آینده به نیروهای ژان فرانسوا اجازه ورود به این مکان را ندهند. آنها می‌ترسیدند که این نیروها آنها را قتل‌عام کنند، زیرا اکثر ساکنان آن سفیدپوستان و صاحبان سابق همدستان ژان فرانسوا بودند. همچنین یکی از افسرانی که شهر را به اسپانیا تسلیم کرد، ملاتو کندی، زیردست سابق ژان فرانسوا، بود که صفوف او را ترک کرده وبه اردوگاه فرانسویان پناهنده شده بود.
با این وجود، در ۷ ژوئیه ۱۷۹۴ ژان فرانسوا با نیروهای خود وارد دهکده شد و ساکنان فرانسوی آن را قتل‌عام کرد، بسیاری از اسپانیایی‌ها نیز در این قسمت کشته شدند. اسپانیایی‌ها که پادگانی در همان‌جا داشتند مداخله نکردند و به همین دلیل از سوی دولت‌های خارجی مورد انتقاد قرار گرفتند و حتی اسپانیا را به حمایت از کشتار در سایه متهم کردند.
از آن لحظه به بعد، اسپانیایی‌ها نه تنها متوجه خطرناک بودن نیروهای کمکی سیاهپوست شدند، بلکه از شرکت آنها در هر کارزار مهم دیگری در آینده جلوگیری کردند تا دیگر چنین سوء استفاده‌هایی صورت نگیرد.

## پراکنده شدن سیاه‌پوستان
متوجه شدن اسپانیایی‌ها به خصلت انتقام‌جویی و خشونت سیاهان، آنها را بر آن داشت تا از شر ژان فرانسوا و سربازانش خلاص شوند، نقشه اسپانیا در استفاده از بردگان سابق برای فتح بخش غربی هیسپانیولا شکست خورده بود.
ابتدا ژان فرانسوا و همراهان اصلی او به هاوانا برده شدند. اما فرماندار کوبا، لوئیس د لاس کاساس، می‌ترسید که حضور آنها در آنجا باعث شورش گسترده سیاهان در آن جزیره شود، و دولت اسپانیا را تحت فشار قرار داد تا آنها را از مستعمره خود بیرون کند.
در مارس ۱۷۹۶ آنها به شهر اسپانیایی کادیز رسیدند. در آنجا با آنها همچون زندانیان برخورد می‌شد. ژنرال‌های سیاه‌پوست درجات نظامی خود و حق دریافت هرگونه غرامت اقتصادی پس از بازنشستگی را از دست دادند.
در سال ۱۸۱۳، شورای سلطنت اسپانیا تصمیم گرفت آنها را از آن شهر بیرون کند و به ساحل میسکیتو ببرد. ژان فرانسوا هرگز سرنوشت سربازانش را ندید، زیرا او در اوایل قرن نوزدهم، شاید در سال ۱۸۰۵، در فراموشی کامل از طرف دولت اسپانیا، جان باخته بود، این «پاداش» دولت اسپانیا به او برای وفاداریش بود: انکار هرگونه ارتباط رسمی با او یا هر برده سابق دیگر که حالا به ژنرالی رسیده بود.